# دنیز تانتوچی
دنیز تانتوچی (ایتالیایی: Denise Tantucci؛ زادهٔ ۱۴ مارس ۱۹۹۷) بازیگر اهل ایتالیا است.
از فیلم‌ها یا برنامه‌های تلویزیونی که وی در آن نقش داشته است، می‌توان به پدر ماتئو، یک پزشک در خانواده، تعطیلات در مریخ و بن هور اشاره کرد.